# India op de Gemenebestspelen

Vlag van India

India is een van de landen die deelneemt aan de Gemenebestspelen (of Commonwealth Games). Sinds 1934 nam India achttienmaal deel. Tijdens deze achttien deelnames werden in totaal 564 medailles behaald. Van de 203 gouden medailles won India er 63 in de schietsport, 49 bij het worstelen en 43 bij het gewichtheffen.

## India als gastland
| Jaar | Gaststad |
| 2010 | Delhi    |

## Medailles
| India op de Gemenebestspelen | India op de Gemenebestspelen | India op de Gemenebestspelen | India op de Gemenebestspelen | India op de Gemenebestspelen | India op de Gemenebestspelen |
| ---------------------------- | ---------------------------- | ---------------------------- | ---------------------------- | ---------------------------- | ---------------------------- |
| Jaar                         | Goud                         | Zilver                       | Brons                        | Totaal                       | Rang                         |
| 1934                         | -                            | -                            | 1                            | 1                            | 12                           |
| 1938                         | -                            | -                            | -                            | -                            | /                            |
| 1954                         | -                            | -                            | -                            | -                            | /                            |
| 1958                         | 2                            | 1                            | -                            | 3                            | 8                            |
| 1966                         | 3                            | 4                            | 3                            | 10                           | 9                            |
| 1970                         | 5                            | 3                            | 4                            | 12                           | 6                            |
| 1974                         | 4                            | 8                            | 3                            | 15                           | 6                            |
| 1978                         | 5                            | 5                            | 5                            | 15                           | 6                            |
| 1982                         | 5                            | 8                            | 3                            | 16                           | 6                            |
| 1990                         | 13                           | 8                            | 11                           | 32                           | 5                            |
| 1994                         | 6                            | 11                           | 7                            | 24                           | 6                            |
| 1998                         | 7                            | 10                           | 8                            | 25                           | 7                            |
| 2002                         | 30                           | 22                           | 17                           | 69                           | 4                            |
| 2006                         | 22                           | 17                           | 11                           | 50                           | 4                            |
| 2010                         | 38                           | 27                           | 36                           | 101                          | 2                            |
| 2014                         | 15                           | 30                           | 19                           | 64                           | 5                            |
| 2018                         | 26                           | 20                           | 20                           | 66                           | 3                            |
| 2022                         | 22                           | 16                           | 23                           | 61                           | 4                            |